# Simo Matavulj
Simo Matavulj (Sebenico, 14 settembre 1852 – Belgrado, 20 febbraio 1908) è stato uno scrittore e drammaturgo serbo, il più interessante prosatore verista serbo della fine del XIX secolo.

## Biografia

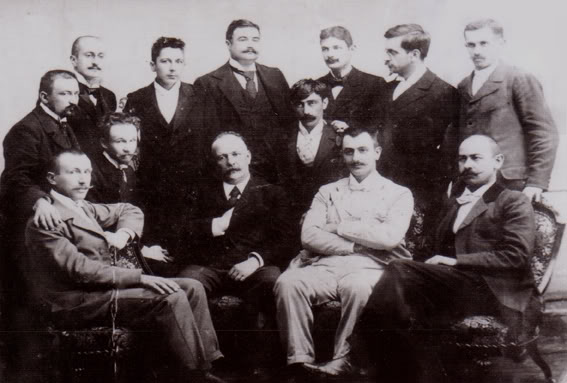
Circolo di poeti serbi: Matavulj è il secondo da sinistra, seduto in prima fila, 1905 circa.

Dopo il secondo grado della scuola superiore di Sebenico, Simo Matavulj andò sulle Alpi Bebie presso il monastero di Krupa dove suo zio Serafim era abate.
Presto lasciò il monastero e nel 1872 si diplomò alla scuola di insegnamento di Zara.
In seguito ha lavorato come insegnante in diversi villaggi della Dalmazia, in Grecia e per otto anni come insegnante di italiano a Castelnuovo. Insegnò inoltre a lungo a Geversche e a Islam Grčki, vicino al castello della famiglia Janković, fatto costruire da Stojan Janković, Serdar di Kotar. Il discendente di Stojan, il poliglotta Ilija "Deda" Janković, che viveva nel castello con la moglie Jelena, assunse Matavulj come suo segretario personale.
Matavulj pubblicò le prime opere letterarie nella rivista Lista nazionale (Narodnom listu) di Zara.
A causa di alcuni problemi con le autorità austriache  Matavulj si trasferì a Cettigne, dove pubblicò nei giornali locali, nel 1885, il romanzo Uskok.
Nel 1889 Matavulj si trasferì a Belgrado, dove divenne insegnante del ginnasio inferiore, iniziò a scrivere i racconti di ambientazione belgradese, e pubblicò nel 1892 il romanzo Il prode fra' Bernardo (Bakonja fra Brna).
La sua familiarità con la letteratura italiana e con quella francese, la traduzione di Guy de Maupassant, Émile Zola, Molière, la traduzione di opere in russo, in tedesco, in italiano, francese, in inglese, oltre ai numerosi viaggi in Italia, in Francia, in Medio Oriente e nel Mare del Nord, gli aprirono le porte ad una narrativa di ampio respiro; l'osservazione dello stile di vita e dell'ambiente nei villaggi dalmati e montenegrini, il soggiorno a Belgrado, gli diedero spunti e ispirazioni per alcuni drammi, poesie, numerose novelle, una settantina di racconti, due romanzi, per lo più pubblicati in volumi di raccolte, come: Da Montenegro e dal Litorale (Iz Crne Gore i Primorja, due volumi, 1888-1889), Dalla vita del Litorale (Iz primorskog života, 1890), Dall'Adriatico (Sa Jadrana, 1891), Da varie regioni (Iz raznijeh krajeva, 1893), Immagini del Litorale (Primorska obličja, 1899), Dal mare e dalla montagna (S mora i planine, 1901), Racconti belgradesi (Beogradske priče, 1902), La vita (Život, 1904), Anime inquiete (Nemirne duše, 1908).
Tra le opere più significative di Matavulj si possono menzionare le prose incentrate sulla Dalmazia, nelle quali, con uno stile oggettivo descrisse i vecchi lupi di mare, i pescatori, i montanari, i nobili decaduti, i poveracci, gli impiegati statali, gli ecclesiastici; dove italiani, serbi, croati, tutti inclusi in un ambiente di contrasti, di alleanze nazionali e religiose, cercano di convivere pacificamente, sotto il controllo dell'Austria, che persegue il proprio tornaconto.
Il capolavoro di Matavulj fu il romanzo parzialmente autobiografico Il prode fra' Bernardo (Bakonia Fra Brne, 1892), la cui trama descrive il soggiorno di un giovane contadino presso un convento francescano, per essere educato e formato come frate da un vecchio parente. L'autore focalizza l'attenzione, talvolta ironicamente, sui frati campagnoli che hanno la loro fede intrisa di superstizioni pagane.
I racconti di ambientazione belgradese, si caratterizzarono per la presenza di elementi umoristici e di allegria, ma anche, talvolta, di pessimismo e di amarezza, che evidenziarono lo sviluppo dello stile di Matavulj verso il realismo.
Simo Matavulj morì a Belgrado il 20 febbraio 1908.

## Opere
- Da Montenegro e dal Litorale (Iz Crne Gore i Primorja, due volumi, 1888-1889);
- Dalla vita del Litorale (Iz primorskog života, 1890);
- Dall'Adriatico (Sa Jadrana, 1891);
- Il prode fra' Bernardo (Bakonia Fra Brne, 1892);
- Da varie regioni (Iz raznijeh krajeva, 1893);
- Immagini del Litorale (Primorska obličja, 1899);
- Dal mare e dalla montagna (S mora i planine, 1901);
- Racconti belgradesi (Beogradske priče, 1902);
- La vita (Život, 1904);
- Anime inquiete (Nemirne duše, 1908).